# Álvaro Fernández Llorente
Álvaro Fernández Llorente (Arnedo, 13 de abril de 1998) é um futebolista espanhol que atua como goleiro. Atualmente joga pelo Sevilla.

## Carreira
Nascido em Arnedo, La Rioja, Fernández foi convidado para jogar pelo Real Sociedad em vários torneios juvenis antes de assinar com o Osasuna aos quinze anos de idade. Ele fez sua estreia sênior como reserva em 12 de abril de 2015, em um empate de 1-1 contra o Club Deportivo Izarra em confronto na Tercera División.

## Títulos
Espanha
- Jogos Olímpicos: 2020 (medalha de prata)